# Ptyś i Bill

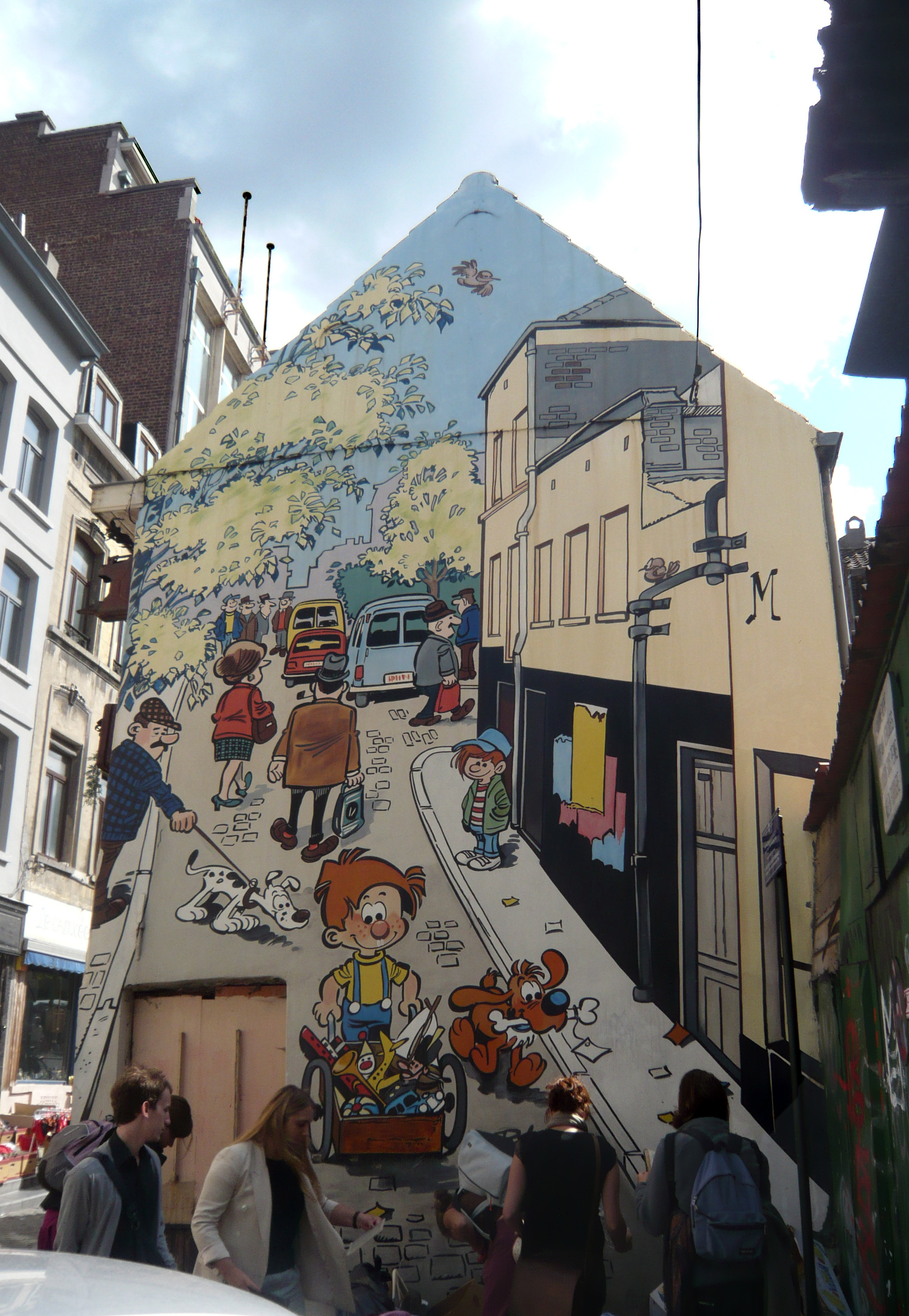
Ptyś i Bill na muralu przy Rue du Chevreuil w Brukseli

Ptyś i Bill (po polsku także: Bob i Bill; tytuł oryginału: Boule et Bill) – belgijska, francuskojęzyczna, humorystyczna seria komiksowa dla dzieci, stworzona przez Jeana Robę w 1959 i prowadzona przez niego do 2001 we współpracy ze scenarzystą Maurice’em Rosym. W 2003 rysowanie serii przejął Laurent Verron, były asystent Roby, który tworzy kolejne tomy do scenariuszy różnych autorów.

## Historia publikacji
Początkowo seria ukazywała się w odcinkach w czasopiśmie komiksowym „Spirou”, a następnie w tomach nakładem wydawnictw Dupuis (do 1987) i Dargaud (od 1987). W 1999, z okazji czterdziestolecia serii, wszystkie tomy zostały wznowione w zmodyfikowanej wersji: albumy zawierające wcześniej od 46 do 64 stron podzielono na tomy składające z 44 plansz, przez co liczba albumów wzrosła, nadano im nową numerację, a od kolejnego wznowienia w 2008 także nowe tytuły. W tej zmodyfikowanej wersji seria Ptyś i Bill ukazuje się do dziś, w tym po polsku od 2018 nakładem Egmont Polska w wydaniach zbiorczych. Wcześniej, w 2001, wydawnictwo Edipresse wydało (pod tytułem Bob i Bill) tomy 25. i 28..

## Fabuła
Składająca się z jedno- lub kilkuplanszowych historyjek seria opowiada o siedmioletnim chłopcu o przezwisku Ptyś i jego psie, cocker spanielu Billu. Obaj wykorzystują swoją wyobraźnię i każdą okazję do zabaw i wygłupów, przez co często wpadają w kłopoty.

## Tomy

### W wersji wydawanej po 1999
| Tom | Wydanie polskie                      | Wydanie oryginalne                   | Uwagi                                                                                                 |
| --- | ------------------------------------ | ------------------------------------ | --- |
| 1   |                                      | Tel Boule, tel Bill (1999)           | |
| 2   | Ptyś i Bill rozrabiają (2024)        | Boule et Bill déboulent (1999)       | W 2024 tomy ukazały się po polsku w albumie zbiorczym pt. Ptyś i Bill 13: Kłopoty z Billem.           |
| 3   | Kumple są najważniejsi (2024)        | Les Copains d'abord (1999)           | W 2024 tomy ukazały się po polsku w albumie zbiorczym pt. Ptyś i Bill 13: Kłopoty z Billem.           |
| 4   | Kłopoty z Billem (2024)              | Système Bill (1999)                  | W 2024 tomy ukazały się po polsku w albumie zbiorczym pt. Ptyś i Bill 13: Kłopoty z Billem.           |
| 5   | Szybki Bill (2023)                   | Bulle et Bill (1999)                 | W 2023 tomy ukazały się po polsku w albumie zbiorczym pt. Ptyś i Bill 12: Pamiętasz to, Bill?         |
| 6   | Pamiętasz to, Bill? (2023)           | Tu te rappelles, Bill? (1999)        | W 2023 tomy ukazały się po polsku w albumie zbiorczym pt. Ptyś i Bill 12: Pamiętasz to, Bill?         |
| 7   | Pobawmy się! (2023)                  | Bill ou Face (1999)                  | W 2023 tomy ukazały się po polsku w albumie zbiorczym pt. Ptyś i Bill 12: Pamiętasz to, Bill?         |
| 8   | Pamiątki rodzinne (2023)             | Souvenirs de famille (1999)          | W 2023 tomy ukazały się po polsku w albumie zbiorczym pt. Ptyś i Bill 11: Pies idealny.               |
| 9   | Bill tropiciel (2023)                | Le fauve est lâché (1999)            | W 2023 tomy ukazały się po polsku w albumie zbiorczym pt. Ptyś i Bill 11: Pies idealny.               |
| 10  | Pies idealny (2023)                  | Bill, chien modèle (1999)            | W 2023 tomy ukazały się po polsku w albumie zbiorczym pt. Ptyś i Bill 11: Pies idealny.               |
| 11  | Psoty Billa (2022)                   | Bill de match (1999)                 | W 2022 tomy ukazały się po polsku w albumie zbiorczym pt. Ptyś i Bill 10: Nie ma jak leniuchowanie.   |
| 12  | Nie ma jak leniuchowanie (2022)      | Sieste sur ordonnance (1999)         | W 2022 tomy ukazały się po polsku w albumie zbiorczym pt. Ptyś i Bill 10: Nie ma jak leniuchowanie.   |
| 13  | Tata, mama, Ptyś i ... ja! (2022)    | Papa, Maman, Boule et... moi (1999)  | W 2022 tomy ukazały się po polsku w albumie zbiorczym pt. Ptyś i Bill 10: Nie ma jak leniuchowanie.   |
| 14  | Psie życie (2021)                    | Une vie de chien (1999)              | W 2021 tomy ukazały się po polsku w albumie zbiorczym pt. Ptyś i Bill 8: Zabawy Billa.                |
| 15  | Uwaga, wesoły pies! (2021)           | Attention chien marrant! (1999)      | W 2021 tomy ukazały się po polsku w albumie zbiorczym pt. Ptyś i Bill 8: Zabawy Billa.                |
| 16  | Zabawy Billa (2021)                  | Jeux de Bill (1999)                  | W 2021 tomy ukazały się po polsku w albumie zbiorczym pt. Ptyś i Bill 8: Zabawy Billa.                |
| 17  | Czarujący spaniel (2020)             | Ce coquin cocker (1999)              | W 2020 tomy ukazały się po polsku w albumie zbiorczym pt. Ptyś i Bill 7: Pamiętniki Billa.            |
| 18  | Pamiętniki Billa (2020)              | Carnet de Bill (1999)                | W 2020 tomy ukazały się po polsku w albumie zbiorczym pt. Ptyś i Bill 7: Pamiętniki Billa.            |
| 19  | Nieznośny Bill (2020)                | Ras le Bill (1999)                   | W 2020 tomy ukazały się po polsku w albumie zbiorczym pt. Ptyś i Bill 7: Pamiętniki Billa.            |
| 20  | Bill, na psa urok! (2020)            | Bill, nom d'un chien! (1999)         | W 2020 tomy ukazały się po polsku w albumie zbiorczym pt. Ptyś i Bill 6: Bill, na psa urok!.          |
| 21  | Bill zbzikował (2020)                | Bill est maboul (1999)               | W 2020 tomy ukazały się po polsku w albumie zbiorczym pt. Ptyś i Bill 6: Bill, na psa urok!.          |
| 22  | Globtroterzy (2020)                  | Globe-trotters (1999)                | W 2020 tomy ukazały się po polsku w albumie zbiorczym pt. Ptyś i Bill 6: Bill, na psa urok!.          |
| 23  | Przygody spaniela (2019)             | Strip-Cocker (1999)                  | W 2019 tomy ukazały się po polsku w albumie zbiorczym pt. Ptyś i Bill 5: Przygody spaniela.           |
| 24  | Psi zysk (2019)                      | Billets de Bill (1999)               | W 2019 tomy ukazały się po polsku w albumie zbiorczym pt. Ptyś i Bill 5: Przygody spaniela.           |
| 25  | Oto oni! (2019)                      | Les V’là! (1999)                     | W 2019 tomy ukazały się po polsku w albumie zbiorczym pt. Ptyś i Bill 5: Przygody spaniela.           |
| 26  | Śmiech to zdrowie (2018)             | Faut rigoler! (1999)                 | W 2018 tomy ukazały się po polsku w albumie zbiorczym pt. Ptyś i Bill 2: Śmiech to zdrowie!           |
| 27  | Buff Halo Bill? (2018)               | Bwouf Allo Bill? (1999)              | W 2018 tomy ukazały się po polsku w albumie zbiorczym pt. Ptyś i Bill 2: Śmiech to zdrowie!           |
| 28  | Cztery pory roku (2001)              | Les Quatre Saisons (2001)            | W 2018 tomy ukazały się po polsku w albumie zbiorczym pt. Ptyś i Bill 2: Śmiech to zdrowie!           |
| 29  | Co za cyrk! (2019)                   | Quelle cirque! (2003)                | W 2019 tomy ukazały się po polsku w albumie zbiorczym pt. Ptyś i Bill 3: Co z niego wyrośnie?         |
| 30  | Banda Billa (2019)                   | La Bande à Bill (2005)               | W 2019 tomy ukazały się po polsku w albumie zbiorczym pt. Ptyś i Bill 3: Co z niego wyrośnie?         |
| 31  | Co z niego wyrośnie? (2019)          | Graine de cocker (2007)              | W 2019 tomy ukazały się po polsku w albumie zbiorczym pt. Ptyś i Bill 3: Co z niego wyrośnie?         |
| 32  | Najlepszy przyjaciel (2018)          | Mon meilleur ami (2009)              | W 2018 tomy ukazały się po polsku w albumie zbiorczym pt. Ptyś i Bill 1: Do ataku!                    |
| 33  | Do ataku! (2018)                     | À l'abordage!! (2011)                | W 2018 tomy ukazały się po polsku w albumie zbiorczym pt. Ptyś i Bill 1: Do ataku!                    |
| 34  | Ukochany spaniel (2018)              | Un amour de cocker (2013)            | W 2018 tomy ukazały się po polsku w albumie zbiorczym pt. Ptyś i Bill 1: Do ataku!                    |
| 35  | Wszystko gra! (2019)                 | Roule ma poule! (2014)               | W 2019 tomy ukazały się po polsku w albumie zbiorczym pt. Ptyś i Bill 4: Psi nos.                     |
| 36  | Psi nos (2019)                       | Flair de cocker (2015)               | W 2019 tomy ukazały się po polsku w albumie zbiorczym pt. Ptyś i Bill 4: Psi nos.                     |
| 37  | Jak ten Bill wspaniale łapie! (2019) | Bill est un gros rapproteur! (2016)  | W 2019 tomy ukazały się po polsku w albumie zbiorczym pt. Ptyś i Bill 4: Psi nos.                     |
| 38  | Koncert na trzy osoby i psa (2022)   | Symphonie en Bill majeur (2017)      | W 2022 tomy ukazały się po polsku w albumie zbiorczym pt. Ptyś i Bill 9: Koncert na trzy osoby i psa. |
| 39  | Nie ma jak spacer (2022)             | Y a d'la promenade dans l'air (2018) | W 2022 tomy ukazały się po polsku w albumie zbiorczym pt. Ptyś i Bill 9: Koncert na trzy osoby i psa. |
| 40  | Błyskotliwy Bill (2022)              | Bill à facettes (2019)               | W 2022 tomy ukazały się po polsku w albumie zbiorczym pt. Ptyś i Bill 9: Koncert na trzy osoby i psa. |
| 41  |                                      | Bill se tient à Caro (2020)          | |
| 42  |                                      | Royal taquin (2021)                  | |
| 43  |                                      | L'échappée Bill (2022)               | |
| 44  |                                      | Te fais pas d'Bill! (2023)           | |
| 45  |                                      | Bill donne sa langue au chat (2024)  | |

### W wersji wydawanej przed 1999
| Tom | Wydanie oryginalne                |
| --- | --------------------------------- |
| 1   | 60 gags de Boule et Bill (1962)   |
| 2   | 60 gags de Boule et Bill (1963)   |
| 3   | 60 gags de Boule et Bill (1966)   |
| 4   | 60 gags de Boule et Bill (1967)   |
| 5   | 60 gags de Boule et Bill (1969)   |
| 6   | 60 gags de Boule et Bill (1970)   |
| 7   | Des gags de Boule et Bill (1971)  |
| 8   | Papa, maman, Boule et… moi (1972) |
| 9   | Une vie de chien! (1973)          |
| 10  | Attention chien marrant! (1974)   |
| 11  | Jeux de Bill (1975)               |
| 12  | Ce coquin de cocker (1976)        |
| 13  | Carnet de Bill (1976)             |
| 14  | Ras le Bill ! (1977)              |
| 15  | Bill, nom d'un chien! (1978)      |
| 16  | Souvenirs de famille (1979)       |
| 17  | Tu te rappelles, Bill? (1980)     |
| 18  | Bill est maboul (1980)            |
| 19  | Globe-trotters (1982)             |
| 20  | Strip Cocker (1984)               |
| 21  | Billets de Bill (1987)            |
| 22  | 22! v'la Boule & Bill! (1988)     |
| 23  | `Faut rigoler! (1991)             |
| 24  | Bwaouf Allo Bill? (1995)          |

## Adaptacje
Na podstawie serii komiksowej powstały trzy seriale animowane (z lat 1975, 2005, 2015), dwa filmy kinowe (z lat 2013 i 2017) i gry komputerowe (z lat 2004, 2005, 2006 i 2008).

## Nagrody
Za Ptysia i Billa Jean Roba został dwukrotnie uhonorowany na Międzynarodowym Festiwalu Komiksu w Angoulême: w 1978 za najlepszy komiks zagraniczny i w 1981 za najlepszy komiks dla dzieci.